# المفتش العام (فلم)
المفتش العام هوَ فيلم مصري من بِطولة إسماعيل ياسين تم عَرضُه في 19 أكتوبر 1956. الفيلم من إخراج وتأليف حلمي رفلة ومُدة عرضه 115 دقيقة.

## أحداث الفيلم
تدور أحداث القصة حول عمدة مرتشي متزوج من راقصة ولدية ابنه من زوجته الأولى، يستغل العمدة الفلاحين لتحقيق مطامعه وأهدافه المادية الخاصة دون الاهتمام بهم، وبعد فترة يعرف العمدة أن هناك شخص من الوزارة سوف يقوم بالتفتيش عليه، يصل في نفس الوقت شخصين غريبين عن القرية، يعتقد العمدة أن أحدهم هو المفتش العام للوزارة فيتقرب منه، يستغل الشخص الآخر انخداع العمدة بصديقه ويطلب منه رشاوي كثيرة.

## روابط خارجية
- المفتش العام على موقع الدهليز
- المفتش العام على موقع قاعدة بيانات الأفلام العربية